# Cooktown (Queensland)
Cooktown és una petita localitat del comtat de Cook, a Queensland, Austràlia. Està a uns 2.000 quilòmetres al nord de Brisbane. En el cens de 2011 tenia 2,339 habitants. Va ser fundat el 25 d'octubre de 1873.
Cooktown es troba a la desembocadura del riu Endeavour, a la península de Cape York, a l'extrem nord de Queensland, on James Cook va varar el seu vaixell, l'Endeavour, per reparar-lo el 1770. Tant la ciutat com el mont Cook (431 metres o 1.415 peus) que s'aixeca darrere de la ciutat van rebre el nom de James Cook.
Cooktown és una de les poques ciutats grans de la península de Cape York i va ser fundada el 25 d'octubre de 1873 com a port de subministrament dels jaciments d'or al llarg del riu Palmer. Es va anomenar "Cook's Town" fins a l'1 de juny de 1874. En el cens de 2016 la localitat de Cooktown tenia 2.631 persones.